# Delfos (mitología)
En la mitología griega, Delfos o Delfo (en griego Δέλφος) es el héroe epónimo legendario y fundador de Delfos. Tzetzes refiere que era hijo de Poseidón y Melantea, una de las hijas de Deucalión. Ovidio también coincide con el autor anterior, pero denomina a la madre de Delfo como Melanto y añade que Poseidón tomó la forma de delfín para seducir a la muchacha.
Pausanias, por su parte, conecta la genealogía de Delfo con Apolo, en diferentes variantes. Narra el autor que Apolo tuvo un hijo de la ninfa Coricia, llamado Licoro, quien dio su nombre a la ciudad de Licorea. Se cuenta que Hiamo, hijo de Licoro, tuvo una hija, Celeno, y que Delfo era hijo de Celeno y Apolo. Otros, por el contrario, alegan que hubo un aborigen, Castalio, que tuvo una hija, Tuya, que fue la primera sacerdotisa de Dioniso y celebraba orgías en honor del dios. Ésta dio su nombre a las Tíades pero se considera que Delfo es hijo de Apolo y de Tuya. Otros dicen que Delfo tuvo por madre a Melena, hija de Cefiso. La tradición también le señala como la persona por la que los délficos recibieron su nombre y que más adelante tuvo un hijo, Pites, que gobernó el país en torno al monte Parnaso, y por quien el oráculo recibió el nombre de Pitón.
Por último, en un escolio se nos dice que la madre de Delfo era Melanis, hija de Hiamo y Melantea, pero no se menciona la filiación paterna. Se dice que Delfo heredó el reino de su abuelo en los alrededores del monte Parnaso, se casó con Castalia y ella le dio un hijo, Castalio y una hija, Femónoe, la primera persona que escribió en hexámetros dactílicos.